# Шехтер, Игорь Юрьевич
Игорь Юрьевич Шехтер (13 марта 1918, Симферополь — 2 января 2022, Москва) — советский и российский лингвист, создатель метода Шехтера освоения иностранных языков. Доктор философских наук, доктор филологических наук, профессор.

## Биография
Родился 13 марта 1918 года в Симферополе. Отец, позже занявший значимый экономический пост[уточнить] в государственной социалистической системе, в 1937 году был репрессирован. Мать работала школьной учительницей. С детства свободно говорил по-немецки.
В 1941 году окончил Московский педагогический институт иностранных языков  и отправился добровольцем на фронт. Дослужился до должности начальника разведки дивизиона гвардейского армейского артполка 3-й ударной армии. В 1944 году в ходе боёв в Латвии был тяжело ранен.
После войны работал в Высшем военно-педагогическом институте Красной армии, где преподавал французский язык. Затем был старшим преподавателем в Институте иностранных языков имени Мориса Тореза на кафедре военного перевода, затем — доцентом кафедры перевода переводческого факультета в том же институте. Он подготовил 12 выпусков военных переводчиков.
Игорь Шехтер разработал эмоционально-смысловой подход к обучению иностранным языкам — метод Шехтера, изучив и систематизировав 350 эмоций, которые сопровождают акт общения между людьми и восприятие 3-3,5 тыс. слов, которыми говорящие пользуются в обиходе. По этой методике готовились переводчики для Олимпиады-80 в Москве.
С 1980 года был научным руководителем Высших курсов эмоционально-смыслового обучения при Президиуме АН СССР.
В 2001 г. центральное телевидение[какое?] демонстрировало к/ф «Школа гуманизма», посвящённый методу Шехтера. В 2004 г. был показан[где?] телевизионный фильм «Пять костров Игоря Шехтера».
Наряду с преподаванием работал старшим редактором издательства литературы на иностранных языках, переводил художественные произведения, редактировал научные труды по лингвистике.

## Основные научные труды
- Шехтер И. Ю. «Живой язык». Монография. М. : РЕКТОР, 2005 (Киров : ОАО Дом печати — Вятка).
- Шехтер И. Ю. Предисловие к учебникам английского, французского, немецкого языков 1 цикла. — М., 2001.
- Шехтер И. Ю. Предисловие к учебникам английского, французского, немецкого языков 2 цикла. — М., 2001.
- Шехтер И. Ю. Предисловие к учебникам английского, французского, немецкого языков 3 цикла. — М., 2001.
- Шехтер И. Ю. Английский язык, Первый цикл. — 5 издание. — М.,2001.
- Шехтер И. Ю. Английский язык. Второй цикл, — 5 издание. — М., 2001.
- Шехтер И. Ю. Английский язык. Третий цикл. — 5 издание. — М., 2001.
- Шехтер И. Ю. Французский язык. Первый цикл. — 5 издание. — М., 2001.
- Шехтер И. Ю. Французский язык. Второй цикл. — 5 издание. — М., 2001.
- Шехтер И. Ю. Французский язык. Третий цикл. — 5 издание. — М., 2001.
- Шехтер И. Ю. Немецкий язык. Первый цикл. — 4 издание. — М., 2000.
- Шехтер И. Ю. Немецкий язык, Второй цикл. — 4 издание. — М., 2000.
- Шехтер И. Ю. Немецкий язык. Третий цикл. — 4 издание. — М., 2000.
- Шехтер И. Ю. Роскошь общения на иностранном языке, — «Знание — сила», № 6,1997.
- Шехтер И. Ю. О временной характеристике речевого общения и бессознательном психическом (к вопросу о порождении речи). — Ж-л «Философские исследования», т.2, 1995.
- Шехтер И. Ю. Эмоционально-смысловой подход к обучению чужому языку. — М., НГУ Н. Нестеровой, 1993.
- Шехтер И. Ю. О коммуникативной ценности обучения речи и эмоционально-смысловом подходе к человеку. — Ин-т психологии АПН СССР, М., 1990.
- Шехтер И. Ю. О роли бессознательно-психического в процессе порождения речи и временном факторе смыслообразования. — Ин-т психологии АПН СССР, М., 1990.
- Шехтер И. Ю. Эмоционально-смысловое обучение чужому языку. — Ж-л «Лингва», Таллинн, 1990.
- Шехтер И. Ю. Курс обучения английской разговорной речи.(Эмоционально-смысловой метод). — Изд-во «Ганатлеба», Тбилиси, 1987.
- Шехтер И. Ю. Предисловие к курсу английского языка (эмоционально-смысловой метод), — Изд-во «Ганатлеба», Тбилиси, 1986.
- Шехтер И. Ю. Необратимость онтогенеза и развитие речевой деятельности на чужом языке. — В сб.: Психолого-педагогические проблемы интенсивного обучения иностранным языкам. АПН СССР, НИИ содержания и методов обучения. М., 1981.
- Шехтер И. Ю. Руководство для преподавателей по эмоционально-смысловому методу. — В НМ Центр Госпрофобр. СССР, М., 1980.
- Шехтер И,Ю., Воробьев Г. Г. Использование метода уникального эксперта по разработке профессиограммы преподавателя. — ЛитНИИНТИ., М,, 1979.
- Шехтер И. Ю., Воробьев Г. Г., Решетняк Ю. А. Информационные роли в коллективе и их влияние на режимы труда. — В сб.: Научная организация труда в НИИ и КВ МДНТП. М., 1979.
- Шехтер И.Ю, Роль смыслообразовательных процессов при речепорождении. — «Вопросы философии», № 12, 1977.
- Шехтер И. Ю. Учебное пособие по французскому языку. — Министерство просвещения РСФСР. Государственные центральные курсы заочного обучения иностранным языкам. М., 1975—243 с.
- Шехтер И. Ю. Подход к обучению иностранному языку. — Информцентр высшей школы. В серии: Актуальные проблемы учебного процесса. Опыт кафедры новых методов обучения иностранным языкам. М., 1973.
- Шехтер И. Ю., Бассин Ф. В. О психологических и методических аспектах системы обучения языку по Г.Лозанову, — В кн.: Проблемы суггестологии. София, 1973.
- Шехтер И. Ю. Учебник французского языка. Для военных училищ.: Изд-во литературы на ин. яз. М.,1960 — 392 с.
- Шехтер И. Ю. и др, Учебник французского языка. ч.1: Изд-во литературы на иностранных языках. М., 1959—284 с.
- Шехтер И. Ю. и др. Учебник французского языка. ч.2: Изд-во литературы на иностранных языках. М., 1959—308 с.